# Thomsons Lake
Thomsons Lake är en sjö i Australien. Den ligger i delstaten Western Australia, omkring 22 kilometer söder om delstatshuvudstaden Perth. Thomsons Lake ligger 9 meter över havet. Arean är 1,7 kvadratkilometer. Den sträcker sig 1,6 kilometer i nord-sydlig riktning, och 1,5 kilometer i öst-västlig riktning.
Runt Thomsons Lake är det i huvudsak tätbebyggt. Runt Thomsons Lake är det tätbefolkat, med 383 invånare per kvadratkilometer. Genomsnittlig årsnederbörd är 1 018 millimeter. Den regnigaste månaden är maj, med i genomsnitt 176 mm nederbörd, och den torraste är februari, med 9 mm nederbörd.